# Erika Anderson
Erika Anderson (Tulsa, 1963) è un'attrice e modella statunitense, nota per l'interpretazione in Zandalee, film diretto da Sam Pillsbury.

## Biografia
Prima di intraprendere la carriera cinematografica, è stata anche una modella, avendo anche occasione di lavorare con il fotografo Helmut Newton.
È sposata dal 2020 con il cantante degli The Psychedelic Furs Richard Butler.

## Filmografia
- Lifted, regia di Salomé Breziner (1988)
- Protect and Surf, regia di Larry Shaw - film TV (1989)
- Nightmare 5 - Il mito (A Nightmare on Elm Street 5: The Dream Child), regia di Stephen Hopkins (1989)
- Christine Cromwell - serie TV, 1 episodio (1989)
- I segreti di Twin Peaks (Twin Peaks) - serie TV, 3 episodi (1990)
- Zandalee, regia di Sam Pillsbury (1991)
- Shadows of the Past, regia di Gabriel Pelletier (1991)
- Palm Springs, operazione amore (P.S. I Luv U) - serie TV, 1 episodio (1991)
- Vittima di un incubo (Quake), regia di Louis Morneau (1992)
- Dream On - serie TV, 1 episodio (1992)
- Red Shoe Diaries - serie TV, 1 episodio (1993)
- Route 66 - serie TV, 1 episodio (1993)
- Object of Obsession, regia di Gregory Dark (1994)
- Due poliziotti a Palm Beach (Silk Stalkings) - serie TV, 1 episodio (1996)
- Club V.R., regia di Gary Hudson (1996)
- Raven: Return of the Black Dragons, regia di Craig R. Baxley - film TV (1997)
- October 22, regia di Richard Schenkman (1998)
- Los Angeles - Cannes solo andata (Ballad of the Nightingale), regia di Guy Greville-Morris (1999)
- Ascension, regia di David Dodson e Mark Dodson (2000)